# Bernalda
Bernalda är en kommun i provinsen Matera i regionen Basilicata i Italien. Kommunen hade 12 453 invånare (2017) och gränsar till Ginosa, Montescaglioso, Pisticci. Staden kallades Camarda fram till 1500-talet. Byn Metaponto ligger på samma plats som den gamla grekiska kolonin Metapontum.